# Sue Johnston
Susan Johnston, född 7 december 1943 i Warrington i Lancashire, England, är en brittisk skådespelare. Johnston har bland annat medverkat i Coronation Street, Brassed Off och Mördare okänd. 

## Filmografi i urval
- 1982–1989 – Brookside (TV-serie)
- 1982–2014 – Coronation Street (TV-serie)
- 1992 – Kommissarie Morse (TV-serie)
- 1992 – Ett fall för Frost (TV-serie)
- 1996 – Brassed Off
- 1998–2012 – Familjen Royle (TV-serie)
- 1999 – Sex, Chips & Rock n' Roll (Miniserie)
- 2000–2011 – Mördare okänd (TV-serie)
- 2005 – Imagine Me & You
- 2008 – Little Dorrit (Miniserie)
- 2014–2015 – Downton Abbey (TV-serie)
- 2016 – Golden Years
- 2018 – En kvinnas fall (TV-serie)
- 2018–2019 – Hold the Sunset (TV-serie)
- 2022 – Witness Number 3 (TV-serie)